# Harry Klinefelter
Harry Fitch Klinefelter, Jr. (/klaɪnfɛltər/; 20 mars 1912 - 20 février 1990) est un rhumatologue et un endocrinologue américain. Le syndrome de Klinefelter a été baptisé de son nom.

## Biographie
Il commença ses études à l'université de Virginie, Charlottesville, puis à la Johns Hopkins School of Medicine. Son diplôme obtenu, en 1937, il poursuivit à l'hôpital Johns Hopkins sa formation en médecine interne avant de travailler au Massachusetts General Hospital de Boston de 1941 à 1942 ; sous la direction de Fuller Albright, il décrivit un groupe de neuf individus de sexe masculin présentant « une gynécomastie, une aspermatogenèse sans aleydigisme, et une augmentation de l'excrétion de l'hormone folliculo-stimulante », c’était la première description de ce que l'on devait appeler le syndrome de Klinefelter. Soupçonnant au début un trouble endocrinien, il postulait la présence d'une seconde hormone testiculaire, mais en 1959, Patricia A. Jacobs et le Dr J. A. Strong (Western General Hospital et Université d'Edimbourg) démontrèrent qu'un patient de sexe masculin avec le phénotype du syndrome de Klinefelter possédait un chromosome X supplémentaire (47 XXY). Par la suite Klinefelter confirma que la cause n’était pas hormonale mais chromosomique .
Après avoir servi dans les forces armées de 1943-1946, il retourna à Johns Hopkins où il resta pendant le reste de sa carrière. Nommé professeur agrégé en 1966, il prit sa retraite à 76 ans.